# Beat Schwerzmann
Beat Schwerzmann, född den 28 april 1966, är en schweizisk roddare.
Han tog OS-silver i dubbelsculler i samband med de olympiska roddtävlingarna 1988 i Seoul.